# Населённые пункты, вошедшие в состав Тюмени
Населённые пункты, вошедшие в состав Тюмени — перечень населённых пунктов, существовавших на территории современной Тюмени и не являющиеся географическими объектами (или административно-территориальными единицами) административного деления Тюмени.
При включении в городскую черту топоним (название упразднённого населённого пункта или местности) может сохраняться в названии микрорайона, жилмассива, остановки общественного транспорта.
После вхождения населённого пункта в черту города его уличная сеть включается в общегородскую, что приводит, при необходимости, переименование урбанонимов.

## Хронология
- 29 мая 1958 — в черту города включены территория судоремонтного завода, п. Водников, п. Дачный.
- 15 июня 1960 — в черту города включены д. Парфёново и д. Новые Юрты.
- 1 февраля 1963 — в черту города включены п. Войновка, п. Букино, п. ст. Войновка.
- 7 октября 2004 года упразднены: рабочий посёлок Мелиораторов, посёлки Механизаторов, Парфёновский, Новорощино, Суходольский,  деревни Мыс, Труфанова[1].
- В январе 2014 года, согласно Закону Тюменской области от 27 декабря 2013 года № 105 «Об объединении отдельных населённых пунктов, входящих в муниципальное образование городской округ город Тюмень, и о внесении изменений в отдельные законы Тюменской области»[2] прекратили самостоятельное существование 19 сельских населённых пунктов городского округа город Тюмень[3]:

- Антипино
- Березняковский
- Быкова
- Верхний Бор
- Воронина
- Гилева
- Дорожный
- Зайкова
- Казарово
- Княжева
- Комарово
- Копытова
- Матмасы
- Метелева
- Плеханова
- Рощино
- Тараскуль
- Тарманы
- Утешево